# Cryptocanthon altus
Cryptocanthon altus är en skalbaggsart som beskrevs av Henry Fuller Howden 1976. Cryptocanthon altus ingår i släktet Cryptocanthon och familjen bladhorningar. Inga underarter finns listade i Catalogue of Life.